# ستيفن جي. بورتر
ستيفن جي. بورتر (بالإنجليزية: Stephen G. Porter)‏ هو محامي وسياسي أمريكي، ولد في 18 مايو 1869 في مقاطعة كولومبيانا في الولايات المتحدة، وتوفي في 27 يونيو 1930 في بيتسبرغ في الولايات المتحدة. حزبياً، نشط في الحزب الجمهوري. وقد انتخب عضو مجلس النواب الأمريكي.